# Haplinis wairarapa
Haplinis wairarapa là một loài nhện trong họ Linyphiidae.
Loài này thuộc chi Haplinis. Haplinis wairarapa được A. David Blest & Cor J. Vink miêu tả năm 2002.